# Лі Гин Мо
Лі Гин Мо (кор. 리근모, 李根模, I Geunmo, Ri Kŭnmo; 5 квітня 1926–2001) — північнокорейський політик і партійний діяч, шостий голова уряду КНДР.
Очолив Адміністративну раду наприкінці 1986 року. За два роки вийшов у відставку через погіршення стану здоров'я. 1998 року був призначений на посаду першого секретаря ТПК у провінції Північна Хамгьон. Був усунутий від посади 2001 року та невдовзі помер.